# Hierodula ralumina
Hierodula ralumina es una especie de mantis de la familia Mantidae.

## Distribución geográfica
Se encuentra en Nueva Guinea y el archipiélago de Bismarck.